# Xerolycosa xinjiangensis
Espèce
Xerolycosa xinjiangensis est une espèce d'araignées aranéomorphes de la famille des Lycosidae.

## Distribution
Cette espèce est endémique du Xinjiang en Chine,. Elle se rencontre dans le xian de Manas.

## Description
Le mâle holotype mesure 6,43 mm.

## Systématique et taxinomie
Cette espèce a été décrite par Wang, Marusik, Peng et Zhang en 2024.

## Étymologie
Son nom d'espèce, composé de xinjian et du suffixe latin -ensis, « qui vit dans, qui habite », lui a été donné en référence au lieu de sa découverte, le Xinjiang.

## Publication originale
- Wang, Marusik, Peng et Zhang, « Review of the wolf spider genus Xerolycosa Dahl, 1908 from China (Araneae: Lycosidae) », Zootaxa, vol. 5463, no 1,‎ 4 juin 2024, p. 47-62 (DOI 10.11646/zootaxa.5463.1.3).